# 大谷初美
大谷 初美（おおたに はつみ、1958年12月19日 - ）は、JRT四国放送の元女性アナウンサー。

## 経歴
徳島県小松島市出身。立命館大学文学部地理学科卒業。地元への就職の思考が強く、1982年JRTに入社。当初は旧姓の松本初美の名で出演していた。
大学生時代に取得した測量士補の資格を持つ。
2010年4月から同局のディレクターとしてラジオなどを中心に制作を手がけている。2024年3月定年退職。

## 過去の担当番組

### テレビ
- フォーカス徳島

### ラジオ
- ラブリーとくしまおしゃべりワイド[1]

この番組では、共演していた女性アナウンサーと共に夜の徳島市内のクラブ取材に回っていた時に無理矢理歌わされたということもあった。
- 岡本和夫のええDAYだあ[1]
- 三友水産リクエストアワー[1]
- となりのラジオ（月～水）
- JRTサンデーウェーブ
- あわ紳士録
- 歌のない歌謡曲
- ラジオ広場 土曜ワイド徳島
- 中四国ライブネット
  - （2005年11月12日（土）18:00～20:00 生放送「徳島発　『めっさ　お笑い争奪戦！』」）
  - （2010年1月30日（土）18:00～20:00 生放送「徳島発　『暮らしの不思議　解明します』」）

## ディレクター時代担当番組

### ラジオ
- あわ紳士録
- 中四国ライブネット（2017年8月6日（土）18:00～20:00 生放送「徳島発　『たまごを考える時間　たまごって新しい』」）